# Alpine A424
El Alpine A424 es un sport prototipo cerrado de la homologación LMDh, construido por Automobiles Alpine para competir en el Campeonato Mundial de Resistencia a partir de 2024.

## Historia
El 5 de octubre de 2021, Laurent Rossi anunció oficialmente la presencia de Alpine en la categoría Hypercar en 2024 con un automóvil que cumpliría con la normativa LMDh y que se beneficiaria de las técnicas y tecnologías del equipo de F1. Además, el fabricante de Dieppe también anunció una asociación con el Signatech para la explotación de los prototipos y Oreca para el desarrollo del chasis.
El A424, entonces A424_β o A424 Beta, está construido sobre el chasis Oreca LMP2 de "nueva generación". El motor del A424 es una versión "muy modificada" del motor Mecachrome V634 utilizado en el Campeonato de Fórmula 2 de la FIA; Alpine confirmó que el motor del automóvil no estaba relacionado con el motor utilizado en el automóvil Ginetta G60-LT-P1 en 2018. Las pruebas de dinamómetro para el motor se completaron el 28 de junio. El coche fue puesto en marcha por primera vez el 5 de julio. El objetivo del programa era completar dos pruebas de shakedown en el Circuito de Lurcy-Lévis a finales de agosto, tras lo cual el coche se embarcaria en su primera prueba.
En agosto, el A424 salió a pista por primera vez en el Circuito Paul Ricard, en donde Nicolas Lapierre, Charles Milesi y Matthieu Vaxivière recorrieron unos 1000 kilómetros sin ningún tipo de problemas. Luego los tests se trasladaron al MotorLand Aragón, en donde durante 2 días se recorrieron 1.500 kilómetros de la mano de Lapierre y Vaxivière. En el Circuito de Jerez, Alpine continuo con su programa de pruebas: a Lapierre, Milesi y Vaxiviere se le sumaron en estos tests: André Negrão y Mick Schumacher. El último de los test planeados se realizó en noviembre nuevamente en el MotorLand Aragón, en esta oportunidad fue un test de resistencia, en las 30 horas de duración del test se planeaba rodar un total de 5.400 kilómetros pero debido a diversos problemas solo se pudieron completar 5.027 kilómetros.
El 22 de noviembre de 2023, Alpine anunció los pilotos que forman parte del proyecto para la temporada 2024. Los seis pilotos son; Nicolas Lapierre, Matthieu Vaxivière, Charles Milesi, Paul-Loup Chatin, Mick Schumacher y Ferdinand Habsburg.

## Resultados

### Campeonato Mundial de Resistencia de la FIA
(Clave) (negrita indica pole position) (cursiva indica vuelta rápida)

| Año     | Equipo                | Clase    | Pilotos             | N.º | 1   | 2   | 3   | 4   | 5   | 6   | 7   | 8   | Puntos | Pos. |
| ------- | --------------------- | -------- | ------------------- | --- | --- | --- | --- | --- | --- | --- | --- | --- | ------ | ---- |
| 2024    | Alpine Endurance Team | Hypercar |                     |     | QAT | IMO | SPA | LMS | SÃO | COA | FUJ | BHR | 70     | 4.º  |
| 2024    | Alpine Endurance Team | Hypercar | Paul-Loup Chatin    | 35  | 7   | 13  | 9   | Ret | 12  | 5   |     | 4   | 70     | 4.º  |
| 2024    | Alpine Endurance Team | Hypercar | Charles Milesi      | 35  | 7   | 13  | 9   | Ret | 12  | 5   | 7   | 9   | 70     | 4.º  |
| 2024    | Alpine Endurance Team | Hypercar | Ferdinand Habsburg  | 35  | 7   |     |     | Ret | 12  | 5   | 7   | 4   | 70     | 4.º  |
| 2024    | Alpine Endurance Team | Hypercar | Jules Gounon        | 35  |     | 13  | 9   |     |     |     | 7   | 4   | 70     | 4.º  |
| 2024    | Alpine Endurance Team | Hypercar | Nicolas Lapierre    | 36  | 11  | 16  | 12  | Ret | 10  | 9   | 3   |     | 70     | 4.º  |
| 2024    | Alpine Endurance Team | Hypercar | Mick Schumacher     | 36  | 11  | 16  | 12  | Ret | 10  | 9   | 3   | 9   | 70     | 4.º  |
| 2024    | Alpine Endurance Team | Hypercar | Matthieu Vaxivière  | 36  | 11  | 16  | 12  | Ret | 10  | 9   | 3   | 9   | 70     | 4.º  |
| 2025*   | Alpine Endurance Team | Hypercar |                     |     | QAT | IMO | SPA | LMS | SÃO | COA | FUJ | BHR |        |      |
| 2025*   | Alpine Endurance Team | Hypercar | Paul-Loup Chatin    | 35  | 14  | 13  | 8   | 10  |     |     |     |     |        |      |
| 2025*   | Alpine Endurance Team | Hypercar | Ferdinand Habsburg  | 35  | 14  | 13  | 8   | 10  |     |     |     |     |        |      |
| 2025*   | Alpine Endurance Team | Hypercar | Charles Milesi      | 35  | 14  | 13  | 8   | 10  |     |     |     |     |        |      |
| 2025*   | Alpine Endurance Team | Hypercar | Jules Gounon        | 36  | 13  | 3   | 3   | 11  |     |     |     |     |        |      |
| 2025*   | Alpine Endurance Team | Hypercar | Frédéric Makowiecki | 36  | 13  | 3   | 3   | 11  |     |     |     |     |        |      |
| 2025*   | Alpine Endurance Team | Hypercar | Mick Schumacher     | 36  | 13  | 3   | 3   | 11  |     |     |     |     |        |      |
| Fuente: |                       |          |                     |     |     |     |     |     |     |     |     |     |        |      |